# Gouderak

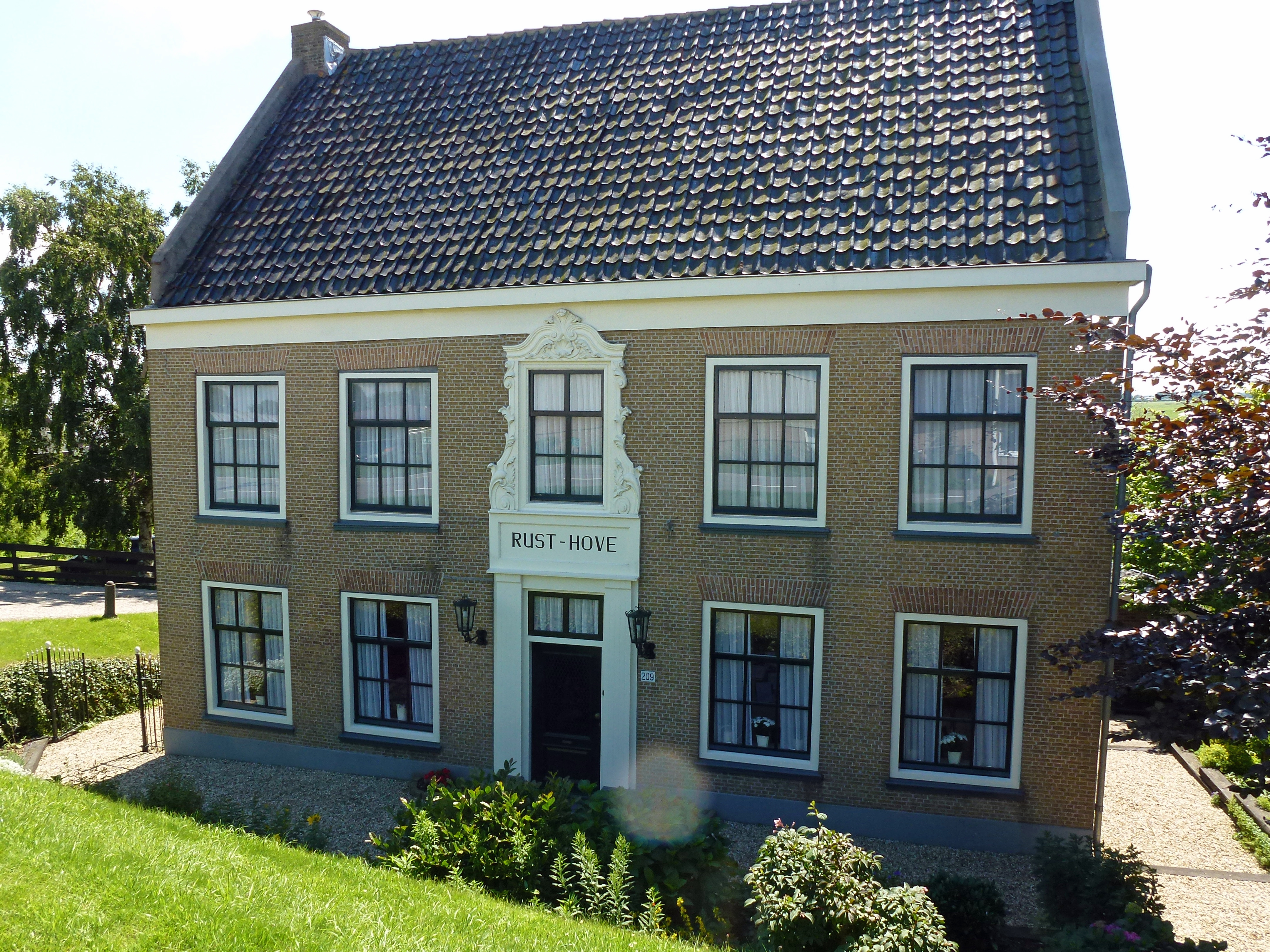
Gouderak: il Rusthove

Gouderak è un villaggio (dorp) di circa 2.600 abitanti del sud-ovest dei Paesi Bassi, facente parte della provincia dell'Olanda Meridionale e situato lungo il corso del fiume Hollandsche IJssel. Dal punto di vista amministrativo, si tratta di un ex-comune, dal 1985 accorpato alla municipalità di Ouderkerk, municipalità a sua volta inglobata nel 2015 nel comune di Krimpenerwaard.

## Geografia fisica
Gouderak si trova a sud/sud-ovest di Gouda e nord/nord-est di Ouderkerk aan den IJssel ed è adagiato lungo la sponda orientale dello Hollandsche IJssel.

## Origini del nome
Il toponimo Gouderak, attestato anticamente  come Golderake (1273), Gouderake (1331), Gouderaec (1370) e Gouderaeck (1518), è formato dal toponimo Golde, con cui si indica il fiume Gouwe e dal termine rak, con cui si indica un territorio diviso in due da un corso d'acqua.

## Storia

### Dalle origini ai giorni nostri
Il villaggio di Gouderak venne fondato nel XIII secolo e fu menzionato per la prima volta nel 1274.
Nel XVII secolo si assistette ad una fioritura economica grazie alla produzione di corde. Nel 1912, si contavano a Gouderak almeno 22 fabbriche di corde.

### Simboli
Lo stemma di Gouderak è costituito da una stella a sei punte di colore giallo su sfondo rosso.
Si tratta di uno stemma derivato probabilmente da quello della città di Gouda.

## Monumenti e luoghi d'interesse
Gouderak vanta 11 edifici classificati come rijksmonumenten.

### Architetture religiose

#### Dorpskerk
Principale edificio religioso di Gouderak è la Dorpskerk ("Chiesa del villaggio"), risalente al 1658.

### Architetture civili

#### Ex-municipio
Altro edificio d'interesse di Gouderak, è l'ex-municipio, risalente al 1842.

#### Rusthove
Altro edificio d'interesse di Gouderak è il Rusthove, una fattoria risalente alla metà del XVIII secolo.

## Società

### Evoluzione demografica
Al censimento del 2018, Gouderak contava una popolazione pari a 2.630 abitanti, in maggioranza (50,3%) di sesso femminile.
La località ha conosciuto un decremento demografico rispetto al 2017, quando Gouderak contava una popolazione pari a 2.659 abitanti (dato però in aumento rispetto al 2016, quando la popolazione censita era pari a 2.635 unità).

## Geografia antropica

### Suddivisioni amministrative
Buurtschappen
- Stolwijkersluis